# Nekrolog 2. Quartal 1965
Nekrolog
◄◄
| ◄
| 1961
| 1962
| 1963
| 1964
| 1965 | 1966 | 1967 | 1968 | 1969 | ► | ►►
1. Quartal |
2. Quartal |
3. Quartal |
4. Quartal 1965
Weitere Ereignisse | Allgemeiner Nekrolog 1965
Die Beschreibung der verstorbenen Person sollte so kurz wie möglich gehalten sein und nur deren signifikante Tätigkeit(en) enthalten.
Neue Namen ggf. auch unter dem Geburts- und Sterbedatum, also etwa unter 1. Januar und im Geburts- und Sterbejahr (2024) eintragen (nur bei entsprechender großer Wichtigkeit). Für Beispiele siehe die schon vorhandenen Artikel.
Außerdem über die fünf zuletzt Verstorbenen, zu denen es einen ausreichend guten Artikel für eine Präsentation auf der Hauptseite gibt, nach der todesbedingten Überarbeitung der Artikel ggf. auch unter Wikipedia Diskussion:Hauptseite informieren und sie am besten auch in den anderen Wikipedia-Sprachversionen eintragen. Tipp: Regelmäßig bei news.google.de nach „ist tot“, „gestorben“ oder „verstorben“ suchen.
Wenn eine Person gestorben ist, gibt es viele Seiten zu dieser Person in der Wikipedia, die davon auch betroffen sind und entsprechend aktualisiert werden müssen. Beispiele: Namenübersichtsseite, Geburtsjahr, Geburtsort-Seiten und viele mehr.
Wie finde ich die betroffenen Seiten?
Im Suchfeld auf der linken Seite gibt man den Suchbegriff so ein: „Vorname Nachname“. Dann klickt man auf Volltext und alle Seiten mit entsprechendem Suchtext werden aufgerufen. Hier sieht man dann schnell, wo auch das Todesjahr Sinn macht oder sogar ein Teil des Artikels angepasst werden muss. Auch hilft das „Werkzeug“ auf der linken Seite sehr gut, um solche Seiten aufzufinden: „Links auf diese Seite“. Somit ist die Wikipedia wieder aktuell in allen Bereichen! Hinweis: bei Eintragung der Kategorie „Gestorben JAHR“ wird der Missbrauchsfilter 49 ausgelöst, was jedoch nicht schlimm ist. Siehe: Spezial:Missbrauchsfilter/49
Dies ist eine Liste von im zweiten Quartal 1965 verstorbenen bekannten Persönlichkeiten. Die Einträge erfolgen innerhalb der einzelnen Daten alphabetisch sortiert. Tiere sind im Nekrolog für Tiere zu finden.

## April
| Tag       | Name                              | Beruf, bekannt als                                                                                              | Alter | Beleg |
| --------- | --------------------------------- | --- | ----- | ----- |
| 1. April  | Daniel Barbier                    | französischer Astronom                                                                                          | 57    |       |
| 1. April  | Jean Billiter                     | französisch-österreichischer Chemiker                                                                           | 87    |       |
| 1. April  | Henry Crerar                      | kanadischer General                                                                                             | 76    |       |
| 1. April  | Iwan Dimow                        | bulgarischer Schauspieler                                                                                       | 68    |       |
| 1. April  | Friedrich Heitmüller              | deutscher Pastor im Bund Freier evangelischer Gemeinden in Deutschland und Direktor des Krankenhauses ELIM i... | 76    |       |
| 1. April  | Walter Morgenthaler               | Schweizer Psychiater und Psychotherapeut                                                                        | 82    |       |
| 1. April  | Helena Rubinstein                 | polnisch-amerikanische Kosmetikunternehmerin                                                                    | 92    |       |
| 1. April  | Bruno Schönlank                   | deutscher Lyriker, Dramatiker, Roman- und Hörspielautor                                                         | 73    |       |
| 2. April  | Renzo Rinaldo Bossi               | italienischer Komponist                                                                                         | 81    |       |
| 2. April  | Jens Hundseid                     | norwegischer Politiker (Bauernpartei)                                                                           | 81    |       |
| 2. April  | Muhammad Yūsuf Kandhalawī         | indischer islamischer Gelehrter und Amir (Führer) der Tablighi Jamaat (1943–1965)                               | 48    |       |
| 2. April  | Hans Kiener                       | deutscher Sportfunktionär                                                                                       | 68    |       |
| 2. April  | Ernst Kirchweger                  | erstes politisches Todesopfer in Österreich nach 1945                                                           | 67    |       |
| 2. April  | Samna Maïzoumbou                  | nigrischer Politiker                                                                                            |       |       |
| 2. April  | Simeon S. Willis                  | US-amerikanischer Politiker                                                                                     | 85    |       |
| 2. April  | Nelly Wolffheim                   | deutsche Pädagogin, Publizistin                                                                                 | 86    |       |
| 3. April  | Ray Enright                       | US-amerikanischer Filmregisseur, Drehbuchautor und Filmeditor                                                   | 68    |       |
| 3. April  | William Frank                     | US-amerikanischer Langstreckenläufer                                                                            | 85    |       |
| 03. April | Else Jacobsen                     | dänische Schwimmerin                                                                                            | 53    |       |
| 3. April  | Muna Lee                          | US-amerikanische Lyrikerin und Übersetzerin                                                                     | 70    |       |
| 3. April  | Emile Lombard                     | französisch-schweizerischer evangelischer Geistlicher und Hochschullehrer                                       | 89    |       |
| 3. April  | Josef Naderer                     | österreichischer Politiker (ÖVP), Landtagsabgeordneter                                                          | 59    |       |
| 3. April  | Gudbrand Skatteboe                | norwegischer Sportschütze                                                                                       | 89    |       |
| 4. April  | Mike Ballerino                    | US-amerikanischer Boxer                                                                                         | 63    |       |
| 4. April  | Bruno Calise                      | französischer Automobilrennfahrer                                                                               | 79    |       |
| 4. April  | Erika Flocken                     | deutsche Ärztin der Organisation Todt                                                                           | 52    |       |
| 4. April  | James A. Shanley                  | US-amerikanischer Politiker                                                                                     | 69    |       |
| 4. April  | Anton Themann                     | deutscher Politiker (CDU), MdL                                                                                  | 78    |       |
| 4. April  | Hermann Vitalowitz                | deutscher Zeitungsverleger                                                                                      | 74    |       |
| 5. April  | Giulio Foresti                    | italienischer Automobilrennfahrer                                                                               | 76    |       |
| 5. April  | Karl Garbers                      | deutscher Politiker (SPD), MdL                                                                                  | 69    |       |
| 5. April  | Richard Giese                     | deutscher Schriftsteller und Heimatdichter                                                                      | 75    |       |
| 5. April  | Erwin Jacobi                      | deutscher Staats- und Kirchenrechtler                                                                           | 81    |       |
| 5. April  | Johann Evangelist Müller          | deutscher Geistlicher und katholischer Bischof von Stockholm                                                    | 87    |       |
| 5. April  | Paul Schäfer                      | deutscher Gynäkologe und Hochschullehrer                                                                        | 83    |       |
| 5. April  | Hermann Senkowsky                 | Finanzpräsident im Generalgouvernement                                                                          | 67    |       |
| 5. April  | Pietro Sernagiotto                | brasilianisch-italienischer Fußballspieler                                                                      | 56    |       |
| 5. April  | Sándor Szalay                     | ungarischer Eiskunstläufer                                                                                      | 71    |       |
| 6. April  | Clayton Adams                     | US-amerikanischer Offizier der US Army                                                                          | 74    |       |
| 6. April  | August Adolphi                    | deutscher Politiker (SPD)                                                                                       | 75    |       |
| 6. April  | Albert Gutterson                  | US-amerikanischer Leichtathlet                                                                                  | 77    |       |
| 6. April  | Johann Alexander Hübler-Kahla     | deutsch-österreichischer Filmregisseur, Drehbuchautor und Filmproduzent                                         | 62    |       |
| 6. April  | Ioannis Ketseas                   | griechischer Sportler, Sportfunktionär, Bankier, Gründer der Internationalen Olympischen Akademie               | 77    |       |
| 6. April  | Alfred Marchionini                | deutscher Dermatologe                                                                                           | 66    |       |
| 6. April  | Marius Nasta                      | rumänischer Mediziner                                                                                           | 74    |       |
| 6. April  | Albert F. Officer                 | US-amerikanischer Politiker                                                                                     | 65    |       |
| 6. April  | Gustave Pasquier                  | französischer Radrennfahrer                                                                                     | 87    |       |
| 7. April  | Heinz Bitzan                      | österreichischer Kunsthandwerker, Buchgestalter, Buchbinder und Amateurfotograf                                 | 73    |       |
| 7. April  | Helmuth Förster                   | deutscher Offizier, zuletzt General der Flieger im Zweiten Weltkrieg                                            | 75    |       |
| 7. April  | Karl Peukert                      | österreichisch-deutscher Schauspieler, Conférencier und Hörspielsprecher                                        | 62    |       |
| 8. April  | Lars Hanson                       | schwedischer Theaterinterpret und Filmschauspieler                                                              | 78    |       |
| 8. April  | Gebhardt Wiedmann                 | deutscher Physiker                                                                                              | 80    |       |
| 9. April  | Rubén Azócar                      | chilenischer Dichter und Romanautor                                                                             | 63    |       |
| 9. April  | István Kossa                      | ungarischer kommunistischer Politiker, Mitglied des Parlaments                                                  | 61    |       |
| 9. April  | Anton Iwanowitsch Lopatin         | sowjetischer Generalleutnant                                                                                    | 68    |       |
| 9. April  | Albert Meyer                      | US-amerikanischer Geistlicher, römisch-katholischer Erzbischof von Chicago und Kardinal                         | 62    |       |
| 9. April  | Sherman Minton                    | US-amerikanischer Politiker und Jurist                                                                          | 74    |       |
| 9. April  | Karl Ollmert                      | deutscher Politiker (Zentrum)                                                                                   | 91    |       |
| 9. April  | Minna Schröder                    | deutsche Politikerin (SPD), MdHB                                                                                | 87    |       |
| 10. April | Lloyd Casner                      | US-amerikanischer Rennfahrer und Teamchef                                                                       | 36    |       |
| 10. April | Linda Darnell                     | US-amerikanische Schauspielerin                                                                                 | 41    |       |
| 10. April | Ambros Giner                      | Propst des Klosters Neustift                                                                                    | 78    |       |
| 10. April | La Belle Otéro                    | spanische Tänzerin und Mätresse                                                                                 | 96    |       |
| 10. April | Hans Soenius                      | deutscher Rennfahrer                                                                                            | 63    |       |
| 11. April | Emile Briner                      | Schweizer Chemiker                                                                                              | 86    |       |
| 11. April | Oskars Dankers                    | lettischer General                                                                                              | 82    |       |
| 11. April | Willy Schüller                    | deutscher Textdichter                                                                                           | 34    |       |
| 12. April | Anton Becker                      | deutscher Politiker (KPD), MdHB                                                                                 | 81    |       |
| 12. April | Ferdinand Springer junior         | deutscher Verleger                                                                                              | 83    |       |
| 13. April | Gheorghe Ciolac                   | rumänischer Fußballspieler                                                                                      | 56    |       |
| 13. April | Friedrich-Wilhelm Geier           | deutscher Jurist, Richter am Bundesgerichtshof                                                                  | 62    |       |
| 13. April | Henry Pinkepank                   | niedersächsischer Politiker (SPD)                                                                               | 72    |       |
| 13. April | Herman Rosse                      | US-amerikanischer Art Director                                                                                  | 78    |       |
| 13. April | Jean Samazeuilh                   | französischer Tennisspieler                                                                                     | 74    |       |
| 13. April | Gottlob Schrenk                   | deutscher evangelischer Geistlicher und Hochschullehrer                                                         | 86    |       |
| 14. April | Tito Ambrosini                    | italienischer Wasserballspieler                                                                                 | 61    |       |
| 14. April | Robert Carlson                    | US-amerikanischer Segler                                                                                        | 60    |       |
| 14. April | Ubaldo Evaristo Cibrián Fernández | spanischer Ordensgeistlicher, Prälat von Corocoro                                                               | 58    |       |
| 14. April | Dick Hickock                      | US-amerikanischer Exhäftling                                                                                    | 33    |       |
| 14. April | Paul Johansen                     | deutsch-estnischer Historiker und Archivar                                                                      | 63    |       |
| 14. April | Leonard Mudie                     | britischer Schauspieler                                                                                         | 82    |       |
| 14. April | Adolf Pirrung                     | deutscher Ingenieur und Elektrizitätswirtschaftler                                                              | 86    |       |
| 14. April | Martin Riesenburger               | deutscher Rabbiner                                                                                              | 68    |       |
| 14. April | Perry Smith                       | US-amerikanischer Mörder                                                                                        | 36    |       |
| 15. April | Lauritz Bergendahl                | norwegischer Skisportler                                                                                        | 78    |       |
| 15. April | Hans Karl Breslauer               | österreichischer Filmregisseur und Schriftsteller                                                               | 76    |       |
| 15. April | Auguste Buisseret                 | belgischer Politiker und Bürgermeister                                                                          | 76    |       |
| 15. April | Alfredo Guzzoni                   | italienischer General, Gouverneur von Eritrea                                                                   | 88    |       |
| 15. April | Paul Hennings                     | deutscher Buchhändler, Antiquar und Schriftsteller                                                              | 72    |       |
| 15. April | Fritz Mussehl                     | deutscher Verwaltungsjurist, Reichskommissar und Staatssekretär                                                 |       |       |
| 15. April | Wilhelm Neumann                   | deutscher Toxikologe und Arzt                                                                                   | 67    |       |
| 15. April | Max Säume                         | deutscher Architekt                                                                                             | 63    |       |
| 16. April | Wilhelm Banse                     | deutscher Journalist und Politiker (SPD), MdB                                                                   | 53    |       |
| 16. April | Heinrich Brauch                   | deutscher Marathonläufer                                                                                        | 68    |       |
| 16. April | Sydney Chaplin                    | britischer Schauspieler und Komiker                                                                             | 80    |       |
| 16. April | Fritz Cockerell                   | deutscher Pionier des Motorrad-, Automobil- und Motorenbaus                                                     | 75    |       |
| 16. April | Marion Estelle Edison-Oeser       | Tochter des US-amerikanischen Erfinders und Großindustriellen Thomas Alva Edison                                | 92    |       |
| 16. April | Viggo Pedersen                    | dänischer Langstreckenläufer                                                                                    | 75    |       |
| 16. April | Kurt Pritzkoleit                  | deutscher Journalist und Schriftsteller                                                                         | 60    |       |
| 16. April | Karl Raichle                      | deutscher Zinnschmied und Metallkünstler                                                                        | 75    |       |
| 16. April | Félix Sellier                     | belgischer Radrennfahrer                                                                                        | 72    |       |
| 17. April | Aimée Antoinette Camus            | französische Botanikerin                                                                                        | 85    |       |
| 17. April | Włodzimierz Jasiński              | Bischof von Łódź                                                                                                | 91    |       |
| 17. April | Roman Lampl                       | deutscher Landwirt, Verwaltungsbeamter und Politiker (Bayernpartei), MdB                                        | 65    |       |
| 18. April | Wilhelm Arnoldi                   | deutscher Agrarwissenschaftler und Ministerialdirektor                                                          | 80    |       |
| 18. April | Claus Becker                      | deutscher Politiker, Journalist und Chefredakteur der Saarbrücker Zeitung                                       | 64    |       |
| 18. April | Emmerich Czermak                  | österreichischer Politiker (CSP), Landtagsabgeordneter                                                          | 80    |       |
| 18. April | Guillermo González Camarena       | mexikanischer Erfinder                                                                                          | 48    |       |
| 18. April | Olin D. Johnston                  | US-amerikanischer Politiker (Demokratische Partei), Senator für South Carolina, Gouverneur von South Carolina   | 68    |       |
| 18. April | Boleslovas Jonas Masiulis         | litauischer Jurist und Politiker                                                                                | 76    |       |
| 18. April | Renzo Minoli                      | italienischer Degenfechter                                                                                      | 60    |       |
| 18. April | Karl Nowotny                      | österreichischer Arzt                                                                                           | 70    |       |
| 19. April | Hans-Joachim Barnewitz            | deutscher Sanitätsoffizier, zuletzt Generalarzt im Zweiten Weltkrieg                                            | 72    |       |
| 19. April | George Dietz                      | US-amerikanischer Ruderer                                                                                       | 85    |       |
| 19. April | Léon Gromier                      | französischer Priester                                                                                          | 85    |       |
| 19. April | Johannes Schult                   | deutscher Pädagoge, Oberschulrat und Politiker                                                                  | 81    |       |
| 20. April | Arsène Alancourt                  | französischer Radrennfahrer                                                                                     | 73    |       |
| 20. April | Richard Brademann                 | deutscher Architekt und Baubeamter                                                                              | 80    |       |
| 20. April | Arthur Comyns Carr                | britischer Politiker und Jurist                                                                                 | 82    |       |
| 20. April | Marta Elisabet Fossel             | österreichische Grafikerin, Illustratorin und Malerin                                                           | 84    |       |
| 20. April | James Edwin Hawley                | kanadischer Geologe und Mineraloge und Professor an der Queen’s University (Kingston)                           | 67    |       |
| 20. April | Oskar Hirsch                      | österreichischer HNO-Arzt                                                                                       | 87    |       |
| 20. April | Robert Kramreiter                 | österreichischer Architekt                                                                                      | 59    |       |
| 20. April | Alfredo Palacios                  | argentinischer Rechtsanwalt, Politiker und Hochschullehrer                                                      | 86    |       |
| 20. April | Dick Wessel                       | US-amerikanischer Filmschauspieler                                                                              | 52    |       |
| 21. April | Pedro Albizu Campos               | puerto-ricanischer Politiker und Vertreter der Unabhängigkeitsbewegung                                          | 73    |       |
| 21. April | Edward Victor Appleton            | englischer Physiker                                                                                             | 72    |       |
| 21. April | Nina de Garis Davies              | britische Malerin                                                                                               | 84    |       |
| 21. April | Klara Klotz                       | deutsche Politikerin (WBB), MdL                                                                                 | 86    |       |
| 21. April | Artur Marya Swinarski             | polnischer Dramatiker und Lyriker                                                                               | 64    |       |
| 22. April | Nikodemas Čerekas                 | litauischer Fußballspieler                                                                                      | 60    |       |
| 22. April | Pierson John Dixon                | britischer Botschafter                                                                                          | 60    |       |
| 22. April | Johnny Dundee                     | US-amerikanischer Boxer                                                                                         | 71    |       |
| 22. April | Wilhelm Faatz                     | deutscher Generalarbeitsführer                                                                                  | 73    |       |
| 22. April | Leo Kirste                        | österreichischer Flugzeugkonstrukteur und Hochschullehrer                                                       | 73    |       |
| 22. April | Arthur Löwenstamm                 | deutscher Theologe, Rabbiner und Autor                                                                          | 82    |       |
| 22. April | Gretchen Merrill                  | US-amerikanische Eiskunstläuferin                                                                               | 39    |       |
| 22. April | Sakari Pälsi                      | finnischer Schriftsteller, Ethnologe und Archäologe                                                             | 82    |       |
| 22. April | Pier Antonio Quarantotti Gambini  | italienischer Journalist und Schriftsteller                                                                     | 55    |       |
| 22. April | Silvia Șerbescu                   | rumänische Pianistin und Musikpädagogin                                                                         | 62    |       |
| 22. April | Renée Sintenis                    | deutsche Bildhauerin und Graphikerin                                                                            | 77    |       |
| 23. April | William F. Brunner                | US-amerikanischer Politiker                                                                                     | 77    |       |
| 23. April | Petro Djatschenko                 | ukrainisch-polnischer Militärführer                                                                             | 70    |       |
| 23. April | Herold Jansson                    | dänischer Turner und Wasserspringer                                                                             | 65    |       |
| 23. April | Georges Périnal                   | französischer Kameramann                                                                                        | 68    |       |
| 23. April | Erwin Reifler                     | US-amerikanischer Sinologe und Sprachwissenschaftler österreichischer Abstammung                                | 61    |       |
| 24. April | Louise Dresser                    | US-amerikanische Film- und Theaterschauspielerin                                                                | 86    |       |
| 24. April | Paul Jostock                      | deutscher Statistiker und Sozialwissenschaftler                                                                 | 69    |       |
| 24. April | Owney Madden                      | US-amerikanischer Gangster                                                                                      | 73    |       |
| 25. April | Lambert Lensing                   | deutscher Zeitungsverleger und Politiker (CDU), MdL                                                             | 75    |       |
| 25. April | Tommy Spychiger                   | Schweizer Motorsportler                                                                                         | 30    |       |
| 26. April | Augusto Cancela de Abreu          | portugiesischer Politiker                                                                                       | 69    |       |
| 26. April | Michael Bohnen                    | deutscher Opernsänger (Bassbariton) und Schauspieler                                                            | 77    |       |
| 26. April | Karl Brunner                      | österreichischer Anglist und Rektor der Universität Innsbruck                                                   | 77    |       |
| 26. April | Gustav Fimpel                     | deutscher Politiker (SPD)                                                                                       | 69    |       |
| 26. April | Richard Gaettens                  | Münzhändler, Numismatiker, Chemiker                                                                             | 79    |       |
| 26. April | Wilhelm Heiner                    | deutscher Bildhauer, Maler und Grafiker                                                                         | 62    |       |
| 26. April | Werner Wittgenstein               | deutscher Jurist, Schriftsteller und Stadtdirektor                                                              | 82    |       |
| 27. April | Paul Beckers                      | deutscher Komiker                                                                                               | 86    |       |
| 27. April | Richard Dörfel                    | deutscher Fußballspieler                                                                                        | 54    |       |
| 27. April | Thomas A. Flaherty                | US-amerikanischer Politiker                                                                                     | 66    |       |
| 27. April | Louis Graveure                    | englischer Schauspieler und Sänger                                                                              | 77    |       |
| 27. April | Edward R. Murrow                  | US-amerikanischer Journalist                                                                                    | 57    |       |
| 27. April | Otto Tressler                     | deutsch-österreichischer Schauspieler und Theaterregisseur                                                      | 94    |       |
| 28. April | Ferdinand Bordewijk               | niederländischer Schriftsteller                                                                                 | 80    |       |
| 29. April | Theodor Abele                     | deutscher Schulmann                                                                                             | 85    |       |
| 29. April | Tillie Anderson                   | US-amerikanische Radrennfahrerin                                                                                |       |       |
| 29. April | Mehmet Emin Buğra                 | uigurischer Politiker, Emir und Imam                                                                            | 64    |       |
| 29. April | Viktoria Lindpaintner             | deutsche Eiskunstläuferin                                                                                       | 47    |       |
| 29. April | Paul Waner                        | US-amerikanischer Baseballspieler                                                                               | 62    |       |
| 30. April | Américo Belloto Varoni            | argentinischer Geiger und Dirigent                                                                              | 52    |       |
| 30. April | Helen Chandler                    | US-amerikanische Schauspielerin                                                                                 | 59    |       |
| 30. April | Wilhelm Krumbacher                | deutscher Kaufmann und Mitglied des Bayerischen Senats                                                          | 74    |       |
| 30. April | Margareta von Österreich-Toskana  | habsburgische Erzherzogin                                                                                       | 83    |       |
| 30. April | James Marr                        | britischer Polarforscher und Meeresbiologe                                                                      | 62    |       |
| 30. April | Wolf-Heinrich von der Mülbe       | deutscher Autor und Übersetzer                                                                                  | 85    |       |

## Mai
| Tag     | Name                                     | Beruf, bekannt als                                                                                              | Alter | Beleg |
| ------- | ---------------------------------------- | --- | ----- | ----- |
| 1. Mai  | G. N. Balasubramaniam                    | indischer Sänger, Komponist und Schauspieler                                                                    | 54    |       |
| 1. Mai  | Spike Jones                              | US-amerikanischer Musiker                                                                                       | 53    |       |
| 1. Mai  | Leo Spies                                | deutscher Komponist und Dirigent                                                                                | 65    |       |
| 2. Mai  | Otto Forst de Battaglia                  | österreichischer Historiker und Literaturkritiker                                                               | 76    |       |
| 2. Mai  | Gerardus Johannes Geers                  | niederländischer Romanist, Hispanist und Übersetzer                                                             | 73    |       |
| 2. Mai  | Theo Goldschmidt                         | deutscher Unternehmer und Chemiker                                                                              | 82    |       |
| 2. Mai  | Max Leonhardi                            | deutscher Kapitän zur See im Ersten Weltkrieg                                                                   | 92    |       |
| 2. Mai  | Julianus Wagemans                        | belgischer Turner                                                                                               | 74    |       |
| 2. Mai  | Hermann Wendorf                          | deutscher Historiker                                                                                            | 73    |       |
| 3. Mai  | Hans-Peter Hauptmann                     | deutsches Todesopfer der Berliner Mauer                                                                         | 26    |       |
| 3. Mai  | Bernhard Jakschtat                       | deutscher Volks-, Opern- und Operettensänger (Bariton) sowie Rundfunkkünstler                                   | 69    |       |
| 3. Mai  | Alajos Keserű                            | ungarischer Wasserballspieler                                                                                   | 60    |       |
| 3. Mai  | Carl Lohse                               | deutscher Maler des Expressionismus                                                                             | 69    |       |
| 3. Mai  | Naka Kansuke                             | japanischer Schriftsteller                                                                                      | 79    |       |
| 3. Mai  | Howard Spring                            | britischer Schriftsteller und Journalist                                                                        | 76    |       |
| 3. Mai  | Árpád Szakasits                          | ungarischer Politiker und Staatspräsident                                                                       | 76    |       |
| 4. Mai  | Justinus Pedro Johannes Gewin            | Jurist, Genealoge und amtierender Sekretär von dem Hoge Raad van Adel                                           | 84    |       |
| 4. Mai  | Karl Miksch                              | österreichischer Politiker (SPÖ), Abgeordneter zum Nationalrat                                                  | 73    |       |
| 4. Mai  | Arthur Oehme                             | deutscher Maler, Zeichner, Illustrator und Porzellanmaler                                                       | 79    |       |
| 4. Mai  | Georg Poten                              | deutscher Polizist und General im Zweiten Weltkrieg                                                             | 84    |       |
| 4. Mai  | Wilhelm Toelle                           | deutscher Jurist und Politiker                                                                                  | 88    |       |
| 4. Mai  | Else Ulich-Beil                          | deutsche Politikerin                                                                                            | 78    |       |
| 4. Mai  | Paul Wolz                                | deutscher Theaterintendant                                                                                      | 70    |       |
| 5. Mai  | Gene Anderson                            | britische Schauspielerin                                                                                        | 34    |       |
| 5. Mai  | Hans Bayer                               | österreichischer Wirtschafts- und Sozialwissenschaftler                                                         | 62    |       |
| 5. Mai  | Otto Feuerborn                           | deutscher Forstwirt und nationalsozialistischer Landrat                                                         | 78    |       |
| 5. Mai  | August Heinrich                          | deutscher Schauspieler, Schriftsteller und Pfälzer Mundartdichter                                               | 83    |       |
| 5. Mai  | Heinrich Kilger der Ältere               | deutscher Brauer, Gewerkschafter und Sozialdemokrat                                                             | 84    |       |
| 5. Mai  | Otto Kneipp                              | deutscher Politiker (FDP), MdL, MdB                                                                             | 80    |       |
| 5. Mai  | Karl Koch                                | deutscher Rechtsanwalt, Politiker (CDU) und Bürgermeister                                                       | 85    |       |
| 5. Mai  | Edgar Mittelholzer                       | guyanischer Schriftsteller                                                                                      | 55    |       |
| 5. Mai  | John S. Waters                           | US-amerikanischer Regisseur und Regieassistent                                                                  | 71    |       |
| 6. Mai  | Vittorina Benvenuti                      | italienische Schauspielerin                                                                                     | 80    |       |
| 6. Mai  | Giulio Bevilacqua                        | italienischer Geistlicher, Kardinal der römisch-katholischen Kirche                                             | 83    |       |
| 6. Mai  | Gottfried Brendel                        | deutscher Bauingenieur                                                                                          | 52    |       |
| 6. Mai  | René Guenot                              | französischer Radrennfahrer                                                                                     | 74    |       |
| 6. Mai  | Rudolf-Ernst Heiland                     | deutscher Politiker (SPD, SAPD, LO), MdL, MdB und Widerstandskämpfer                                            | 54    |       |
| 6. Mai  | Oren E. Long                             | US-amerikanischer Politiker (Demokratische Partei)                                                              | 76    |       |
| 6. Mai  | Johan Ringers                            | niederländischer Politiker und Wirtschaftsmanager                                                               | 80    |       |
| 6. Mai  | Edward Spencer                           | britischer Geher                                                                                                | 83    |       |
| 6. Mai  | Hermann Wolfgang Zahn                    | deutscher Nervenarzt und Schriftsteller                                                                         | 86    |       |
| 7. Mai  | Johannes Brüns                           | deutscher Politiker (CDU), MdB                                                                                  | 61    |       |
| 7. Mai  | Manfred Glotz                            | deutscher Arbeiter, Todesopfer an der innerdeutschen Grenze                                                     | 23    |       |
| 7. Mai  | Heinrich Güttinger                       | Schweizer Erfinder und Unternehmer                                                                              | 91    |       |
| 7. Mai  | Noel Yvri Sandwith                       | englischer Botaniker                                                                                            | 63    |       |
| 7. Mai  | Charles Sheeler                          | US-amerikanischer Maler und Fotograf                                                                            | 81    |       |
| 7. Mai  | August Stampe                            | deutscher Politiker, Bremer Senator (SPD)                                                                       | 87    |       |
| 7. Mai  | Pauline von Württemberg                  | Prinzessin von Württemberg und durch Heirat Fürstin zu Wied                                                     | 87    |       |
| 7. Mai  | Otto Zech                                | deutscher Offizier, zuletzt Generalmajor im Zweiten Weltkrieg                                                   | 78    |       |
| 8. Mai  | Carl Bobach                              | deutscher Politiker (KPD, SED) und Journalist                                                                   | 67    |       |
| 8. Mai  | Holger Hansen                            | dänischer Schauspieler und Sänger                                                                               | 71    |       |
| 8. Mai  | Carlos Tello                             | chilenischer Fußballspieler                                                                                     | 36    |       |
| 8. Mai  | Erich Wendt                              | deutscher Verlagsleiter und Politiker (KPD, Kulturbund), MdV, Staatssekretär                                    | 62    |       |
| 9. Mai  | Fritz Demuth                             | deutscher Wirtschaftswissenschaftler                                                                            | 89    |       |
| 9. Mai  | Leopold Figl                             | österreichischer Politiker                                                                                      | 62    |       |
| 9. Mai  | Dorothy Greenhough-Smith                 | britische Eiskunstläuferin                                                                                      | 82    |       |
| 9. Mai  | Kaarlo Lappalainen                       | finnischer Sportschütze                                                                                         | 87    |       |
| 9. Mai  | Karl Loidl                               | österreichischer Politiker                                                                                      | 71    |       |
| 10. Mai | Edmund Adler                             | österreichischer Künstler                                                                                       | 88    |       |
| 10. Mai | Max Gerwig                               | Schweizer Jurist                                                                                                | 75    |       |
| 10. Mai | Hubertus van Mook                        | niederländischer Politiker, Minister und Gouverneur von Niederländisch-Ostindien                                | 70    |       |
| 10. Mai | William Petersson                        | schwedischer Leichtathlet                                                                                       | 69    |       |
| 10. Mai | Jean Rodier                              | französischer Schwimmer und Wasserballspieler                                                                   | 73    |       |
| 11. Mai | Lode Baekelmans                          | belgischer Schriftsteller                                                                                       | 86    |       |
| 11. Mai | Salvatore Cabella                        | italienischer Wasserspringer                                                                                    | 68    |       |
| 11. Mai | Boubacar Diallo                          | nigrischer Politiker                                                                                            | 59    |       |
| 11. Mai | Frédéric Falkenburger                    | Anthropologe und Naturwissenschaftler                                                                           | 74    |       |
| 11. Mai | Friedrich Kottler                        | österreichisch-amerikanischer Physiker                                                                          | 78    |       |
| 11. Mai | Albert Pflüger                           | deutscher Politiker (SPD), MdL                                                                                  | 85    |       |
| 11. Mai | Shiota Hiroshige                         | japanischer Chirurg                                                                                             | 91    |       |
| 12. Mai | Karl Bockamp                             | deutscher Rechtsanwalt und Oberleutnant                                                                         | 73    |       |
| 12. Mai | Max Herz                                 | deutscher Unternehmer                                                                                           | 59    |       |
| 12. Mai | Franz Josef Kallmann                     | deutsch-US-amerikanischer Psychiater                                                                            | 67    |       |
| 12. Mai | Franz Kobler                             | Schriftsteller und Publizist                                                                                    | 82    |       |
| 12. Mai | Carlos Scarone                           | uruguayischer Fußballspieler                                                                                    | 76    |       |
| 12. Mai | Roger Vailland                           | französischer Schriftsteller, Essayist und Journalist                                                           | 57    |       |
| 13. Mai | Sonny Banks                              | US-amerikanischer Schwergewichtsboxer                                                                           | 24    |       |
| 13. Mai | Sida Košutić                             | jugoslawische Schriftstellerin                                                                                  | 63    |       |
| 13. Mai | Hanna Kruschelnyzka                      | ukrainische Konzert- und Opernsängerin                                                                          | 77    |       |
| 13. Mai | J. T. Murphy                             | britischer Gewerkschafter                                                                                       | 76    |       |
| 13. Mai | Walter Stanietz                          | deutscher Schriftsteller, Bühnenautor und Mitglied des literarischen Kreises um Gerhart Hauptmann               | 57    |       |
| 14. Mai | Friedrich Achenbach                      | deutscher Schiffbauingenieur                                                                                    | 86    |       |
| 14. Mai | Hans Boegehold                           | deutscher Mathematiker und Optiker                                                                              | 88    |       |
| 14. Mai | Kaarlo Hillilä                           | finnischer Politiker, Minister                                                                                  | 62    |       |
| 14. Mai | Nina Koshetz                             | russisch-ukrainische, später amerikanische Opern- und Kammersängerin und Schauspielerin                         | 73    |       |
| 14. Mai | Walter Nägeli                            | Schweizer Bundesrichter                                                                                         | 83    |       |
| 14. Mai | Frances Perkins                          | US-amerikanische Politikerin (Demokratische Partei)                                                             | 83    |       |
| 14. Mai | Richard Ringelmann                       | deutscher Ministerialbeamter in der bayerischen Finanzverwaltung und Staatssekretär                             | 75    |       |
| 14. Mai | Ludwig Stepski-Doliwa                    | österreichischer Politiker, Landtagsabgeordneter                                                                | 89    |       |
| 15. Mai | William Angus                            | australischer Agrarwissenschaftler und Politiker                                                                | 93    |       |
| 15. Mai | Hans Anton Beyer                         | norwegischer Turner                                                                                             | 75    |       |
| 15. Mai | Richard Siebeck                          | deutscher Internist und Hochschullehrer                                                                         | 82    |       |
| 15. Mai | Edgar von Spiegel von und zu Peckelsheim | deutscher U-Boot-Kommandant im Ersten Weltkrieg, Generalkonsul von New Orleans und Marseille im Zweiten Welt... | 79    |       |
| 16. Mai | Robert Bauer                             | deutscher Politiker (NSDAP), MdR                                                                                | 66    |       |
| 16. Mai | Pablo A. David                           | philippinischer Politiker                                                                                       | 75    |       |
| 16. Mai | Knud Degn                                | dänischer Segler                                                                                                | 85    |       |
| 16. Mai | Heinrich Eymer                           | deutscher Gynäkologe und Geburtshelfer                                                                          | 81    |       |
| 16. Mai | Arthur Menge                             | Oberbürgermeister von Hannover                                                                                  | 81    |       |
| 16. Mai | Wilhelm Oberdörffer                      | deutscher Oberschulrat                                                                                          | 79    |       |
| 16. Mai | Seraphin Uluhogian                       | türkischer Ordensgeistlicher, Generalabt der Mechitaristen von Venedig                                          | 75    |       |
| 17. Mai | Oskar Hermann Werner Hadank              | deutscher Grafiker und Lehrer                                                                                   | 75    |       |
| 17. Mai | Hans Robert Korngold                     | österreichischer Bandleader und Schlagzeuger                                                                    | 72    |       |
| 17. Mai | Karl Langenbacher                        | deutscher Grafiker, Schriftsteller und Hörspielautor                                                            | 57    |       |
| 17. Mai | Adam Selbert                             | deutscher Beamter und Politiker                                                                                 | 72    |       |
| 17. Mai | August Ziehl                             | deutscher Politiker (SPD, USPD, VKPD), MdHB                                                                     | 84    |       |
| 18. Mai | Eli Cohen                                | israelischer Spion                                                                                              | 40    |       |
| 18. Mai | Eduard Jan Dijksterhuis                  | niederländischer Wissenschaftshistoriker und Essayist                                                           | 72    |       |
| 18. Mai | Eduard Enzmann                           | deutscher Landschaftsmaler                                                                                      | 82    |       |
| 18. Mai | Paul Finet                               | belgischer Politiker                                                                                            | 67    |       |
| 18. Mai | Heinrich Fürbringer                      | deutscher Verwaltungsbeamter, Landrat                                                                           | 81    |       |
| 18. Mai | Johannes Jentsch                         | deutscher Forstwissenschaftler und Hochschullehrer                                                              | 83    |       |
| 18. Mai | Heinz Rusch                              | deutscher Chefredakteur und Publizist                                                                           | 56    |       |
| 18. Mai | Ernst Arthur Voretzsch                   | deutscher Diplomat                                                                                              | 96    |       |
| 18. Mai | Willy Westra van Holthe                  | niederländischer Fußballspieler                                                                                 | 77    |       |
| 18. Mai | Karol Zając                              | polnischer Skirennläufer                                                                                        | 51    |       |
| 19. Mai | Erik Abrahamsson                         | schwedischer Weitspringer und Eishockeyspieler                                                                  | 67    |       |
| 19. Mai | Maria Dąbrowska                          | polnische Schriftstellerin                                                                                      | 75    |       |
| 19. Mai | Federico Della Ferrera                   | italienischer Rad- und Motorradrennfahrer sowie Ingenieur und Unternehmer                                       | 77    |       |
| 19. Mai | Max Hoene                                | deutscher Bildhauer                                                                                             | 80    |       |
| 19. Mai | Richard Linde                            | deutscher Widerstandskämpfer gegen den Nationalsozialismus                                                      | 85    |       |
| 19. Mai | Georg Münter                             | deutscher Architekt und Hochschullehrer                                                                         | 65    |       |
| 19. Mai | Kurt Wilhelm                             | deutscher Großrabbiner                                                                                          | 65    |       |
| 20. Mai | Edgar Barth                              | deutscher Rennfahrer                                                                                            | 48    |       |
| 20. Mai | Charles Camoin                           | französischer Maler                                                                                             | 85    |       |
| 20. Mai | Wilhelm Humbeck                          | deutscher Politiker (SPD), MdL                                                                                  | 59    |       |
| 20. Mai | Adolf Ellegard Jensen                    | deutscher Ethnologe                                                                                             | 66    |       |
| 20. Mai | Kristian Middelboe                       | dänischer Fußballspieler                                                                                        | 84    |       |
| 20. Mai | Kaspar Wenner                            | deutscher Politiker (Zentrum), Bürgermeister der Stadt Werl                                                     | 69    |       |
| 21. Mai | Myron Irving Barker                      | US-amerikanischer Romanist                                                                                      | 63    |       |
| 21. Mai | Alfredo Gobbi                            | argentinischer Geiger, Bandleader und Tangokomponist                                                            | 53    |       |
| 21. Mai | Pierre Goutte                            | französischer Automobilrennfahrer                                                                               | 68    |       |
| 21. Mai | Geoffrey de Havilland                    | englischer Flugpionier und Konstrukteur                                                                         | 82    |       |
| 21. Mai | Johann M. Kauffmann                      | österreichischer Orgelbauer                                                                                     | 54    |       |
| 21. Mai | Wilhelm Kimbel                           | deutscher Ebenist (Kunstschreiner) und Innenarchitekt                                                           | 97    |       |
| 21. Mai | Hugh Marwick                             | orkadischer Linguist, Schuldirektor und OBE                                                                     | 83    |       |
| 21. Mai | Pierre Patout                            | französischer Architekt                                                                                         | 86    |       |
| 22. Mai | Fernand Bachmann                         | französischer Automobilrennfahrer                                                                               | 78    |       |
| 22. Mai | Heinrich Barth                           | Schweizer Philosoph                                                                                             | 75    |       |
| 22. Mai | Benno Brausewetter                       | österreichischer Industrieller und Zivilingenieur                                                               | 95    |       |
| 22. Mai | George Godfrey                           | südafrikanischer Schwimmer                                                                                      | 76    |       |
| 22. Mai | Bobby Watson                             | US-amerikanischer Schauspieler                                                                                  | 76    |       |
| 23. Mai | Rosina Anselmi                           | italienische Schauspielerin                                                                                     | 88    |       |
| 23. Mai | Paul Geppert der Ältere                  | österreichischer Architekt und Politiker                                                                        | 89    |       |
| 23. Mai | Gladys Davis                             | britische Fechterin                                                                                             | 71    |       |
| 23. Mai | Helge Klæstad                            | norwegischer Jurist, Richter am Internationalen Gerichtshof (1946–1961)                                         | 79    |       |
| 23. Mai | David Smith                              | US-amerikanischer Bildhauer                                                                                     | 59    |       |
| 23. Mai | Frido Witte                              | deutscher Künstler des Jugendstils und später des poetischen Realismus                                          | 84    |       |
| 23. Mai | Heinz Zatschek                           | österreichischer Historiker und Diplomatiker                                                                    | 63    |       |
| 24. Mai | Denzil Best                              | US-amerikanischer Jazz-Schlagzeuger                                                                             | 48    |       |
| 24. Mai | Thomas Holcomb                           | General und Kommandant des United States Marine Corps                                                           | 85    |       |
| 24. Mai | Hans Jüttner                             | Chef des SS-Führungshauptamtes und zugleich SS-Obergruppenführer                                                | 71    |       |
| 24. Mai | Lucien Lévy                              | französischer Ingenieur und Erfinder                                                                            | 73    |       |
| 24. Mai | Friedrich Wilhelm Mundinger              | deutscher Volkswirt, Künstler und Politiker (FDP), MdL                                                          | 71    |       |
| 25. Mai | Bruno Deserti                            | italienischer Automobilrennfahrer                                                                               | 23    |       |
| 25. Mai | Mary Dickenson-Auner                     | irische Violinistin, Pädagogin und Komponistin                                                                  | 84    |       |
| 25. Mai | Joseph Grew                              | US-amerikanischer Diplomat                                                                                      | 84    |       |
| 25. Mai | Jakob Neser                              | deutscher Ringer                                                                                                | 81    |       |
| 25. Mai | Karl Walter                              | deutscher Richter                                                                                               | 66    |       |
| 25. Mai | Sonny Boy Williamson II.                 | US-amerikanischer Bluesmusiker                                                                                  |       |       |
| 26. Mai | Julius Klingebiel                        | deutscher Künstler der Art brut                                                                                 | 60    |       |
| 26. Mai | Max Obrecht                              | Schweizer Politiker                                                                                             | 70    |       |
| 26. Mai | Georg Schmidt                            | Schweizer Kunsthistoriker und Kurator                                                                           | 69    |       |
| 27. Mai | Karl Hans Albrecht                       | deutscher Politiker (SPD), MdL                                                                                  | 45    |       |
| 27. Mai | Christoph Heinrich Brecht                | deutscher Rechtshistoriker                                                                                      | 53    |       |
| 27. Mai | Ottmar Bühler                            | deutscher Jurist                                                                                                | 80    |       |
| 27. Mai | Oskar Dinort                             | deutscher Luftwaffenoffizier im Zweiten Weltkrieg und Ritterkreuzträger                                         | 63    |       |
| 27. Mai | Arnold Heim                              | Schweizer Geologe                                                                                               | 83    |       |
| 27. Mai | Antonio Ligabue                          | italienischer Künstler                                                                                          | 65    |       |
| 27. Mai | Jewgeni Nikanorowitsch Pawlowski         | sowjetischer Mediziner und Zoologe                                                                              | 81    |       |
| 28. Mai | Hilmar Brinkmann                         | deutscher Feinmechaniker, Todesopfer an der innerdeutschen Grenze                                               | 25    |       |
| 28. Mai | Gotfrid Aliewitsch Gasanow               | sowjetischer Musiker und Komponist lesginisch-deutscher Herkunft                                                | 65    |       |
| 28. Mai | Percy Reginald Stephensen                | australischer Schriftsteller, Kommunist und später Nationalsozialist                                            | 63    |       |
| 28. Mai | Frederick Unwin                          | britischer Schwimmer und Schwimmtrainer                                                                         | 75    |       |
| 29. Mai | Wladimir Rostislawowitsch Gardin         | russischer Filmregisseur und -schauspieler                                                                      | 88    |       |
| 29. Mai | Julius Hallervorden                      | deutscher Arzt und Hirnforscher                                                                                 | 82    |       |
| 29. Mai | Gordon Persons                           | US-amerikanischer Politiker, Gouverneur                                                                         | 63    |       |
| 30. Mai | Louis Hjelmslev                          | dänischer Linguist und Vertreter des europäischen Strukturalismus                                               | 65    |       |
| 30. Mai | Theodor Suhnel                           | deutscher Architekt                                                                                             | 79    |       |
| 31. Mai | Dankwart Ackermann                       | deutscher Physiologe                                                                                            | 86    |       |
| 31. Mai | Earl Johnson                             | US-amerikanischer Old-Time-Musiker                                                                              | 78    |       |
| 31. Mai | George Nowlan                            | kanadischer Politiker                                                                                           | 66    |       |
| Mai     | Peter Deutsch                            | deutsch-dänischer Komponist                                                                                     | 63    |       |

## Juni
| Tag      | Name                               | Beruf, bekannt als                                                                                              | Alter | Beleg |
| -------- | ---------------------------------- | --- | ----- | ----- |
| 1. Juni  | Hellmut von der Chevallerie        | deutscher Offizier, zuletzt Generalleutnant im Zweiten Weltkrieg                                                | 68    |       |
| 1. Juni  | Hans Wilhelm Hertzberg             | deutscher evangelischer Theologe                                                                                | 70    |       |
| 1. Juni  | Alexander von Lagorio              | deutscher Filmkameramann und Fotograf                                                                           | 74    |       |
| 1. Juni  | Curly Lambeau                      | US-amerikanischer American-Football-Spieler und -Trainer                                                        | 67    |       |
| 1. Juni  | Georg Lang                         | deutscher Politiker (CSU), MdB                                                                                  | 52    |       |
| 1. Juni  | Rudolf Pleban                      | österreichischer Maler, Grafiker und Bildhauer                                                                  | 51    |       |
| 2. Juni  | Paul Brockhaus                     | deutscher Publizist und Pädagoge                                                                                | 86    |       |
| 2. Juni  | Albert Michotte                    | belgischer Psychologe und Hochschullehrer                                                                       | 83    |       |
| 2. Juni  | Rudolf Tewes                       | deutscher Maler                                                                                                 | 85    |       |
| 2. Juni  | Eberhard Welty                     | deutscher Dominikaner und Sozialethiker                                                                         | 62    |       |
| 3. Juni  | Johann Bruecker                    | US-amerikanischer Geschäftsmann und der Erfinder des Trockenrasierers                                           | 83    |       |
| 3. Juni  | Frydel Fredy                       | deutsche Film- und Theaterschauspielerin                                                                        | 82    |       |
| 3. Juni  | Herbert Janssen                    | deutscher Opernsänger (Bariton)                                                                                 | 72    |       |
| 3. Juni  | Josefa Kellner                     | österreichische Schwimmerin                                                                                     | 74    |       |
| 3. Juni  | Julius Lorenzen                    | deutscher Bauingenieur und Oberbürgermeister                                                                    | 68    |       |
| 3. Juni  | Carl Oberg                         | deutscher SS- und Polizeiführer, Täter des Holocaust, Kriegsverbrecher                                          | 68    |       |
| 3. Juni  | Hjalmar Riiser-Larsen              | norwegischer Luftfahrtpionier, Polarforscher und Geschäftsmann                                                  | 74    |       |
| 3. Juni  | Egon Lothar Stolzenburg            | deutscher Autor und Lyriker                                                                                     | 66    |       |
| 3. Juni  | Max Volmer                         | deutscher Chemiker mit dem Schwerpunkt Physikalische Chemie (Reaktionskinetik)                                  | 80    |       |
| 4. Juni  | Hans Besig                         | deutscher Klassischer Archäologe und Gymnasiallehrer                                                            | 56    |       |
| 4. Juni  | Ferdinand Dörfler                  | deutscher Regisseur, Filmproduzent und Drehbuchautor                                                            | 61    |       |
| 4. Juni  | Jonas Fränkel                      | Schweizer Hochschullehrer und Autor                                                                             | 85    |       |
| 4. Juni  | Martin Medlar                      | irischer Politiker (Fianna Fáil)                                                                                | 65    |       |
| 4. Juni  | Sigmund Mowinckel                  | norwegischer Alttestamentler                                                                                    | 80    |       |
| 4. Juni  | Todd Rhodes                        | US-amerikanischer Pianist, Arrangeur und Bandleader des Swing und Rhythm and Blues                              | 64    |       |
| 4. Juni  | Ernst Rodenwaldt                   | deutscher Tropenmediziner                                                                                       | 86    |       |
| 4. Juni  | Albert Steiner                     | Schweizer Fotograf                                                                                              | 88    |       |
| 5. Juni  | Harry Babcock                      | US-amerikanischer Stabhochspringer                                                                              | 74    |       |
| 5. Juni  | Paul Dörrie                        | deutscher Dirigent                                                                                              | 60    |       |
| 5. Juni  | Eleanor Farjeon                    | britische Kinderbuchautorin, Lyrikerin und Dramatikerin                                                         | 84    |       |
| 5. Juni  | Hans Riehl                         | österreichischer Nationalökonom, Soziologe und Kunsthistoriker                                                  | 73    |       |
| 5. Juni  | Hans Schrötter von Kristelli       | österreichischer Maler und Illustrator                                                                          | 74    |       |
| 5. Juni  | Wilhelm von Schweden               | Herzog von Södermanland                                                                                         | 80    |       |
| 6. Juni  | Hayunga Carman                     | kanadischer Musikpädagoge                                                                                       | 90    |       |
| 6. Juni  | Werner Haack                       | deutscher Industriemanager                                                                                      | 70    |       |
| 6. Juni  | Luther Alexander Johnson           | US-amerikanischer Jurist und Politiker                                                                          | 89    |       |
| 6. Juni  | Berthold Rose                      | deutscher Politiker (DBD), MdV                                                                                  | 60    |       |
| 7. Juni  | Richard Billinger                  | österreichischer Schriftsteller                                                                                 | 74    |       |
| 7. Juni  | Otto Engelhardt-Kyffhäuser         | deutscher Maler und Kunsterzieher                                                                               | 81    |       |
| 7. Juni  | Paul Fleischmann                   | deutscher Politiker (SPD), MdA                                                                                  | 75    |       |
| 7. Juni  | Judy Holliday                      | US-amerikanische Schauspielerin und Sängerin                                                                    | 43    |       |
| 7. Juni  | Phil Jordon                        | US-amerikanischer Basketballspieler                                                                             | 31    |       |
| 7. Juni  | Franklin F. Korell                 | US-amerikanischer Politiker                                                                                     | 75    |       |
| 7. Juni  | John Stewart McDiarmid             | kanadischer Politiker, Vizegouverneur von Manitoba                                                              | 82    |       |
| 7. Juni  | Alfred Missong                     | österreichischer Publizist                                                                                      | 63    |       |
| 7. Juni  | Hanns Reeger                       | deutscher Maler                                                                                                 | 82    |       |
| 7. Juni  | Abraham Aron Roback                | US-amerikanischer Psychologe und jiddischer Sprachwissenschaftler                                               | 74    |       |
| 7. Juni  | August Schmidt                     | deutscher Gewerkschafter                                                                                        | 87    |       |
| 7. Juni  | Hermann Uhde-Bernays               | deutscher Germanist und Kunsthistoriker                                                                         | 91    |       |
| 8. Juni  | Erik Chisholm                      | schottischer Komponist und Dirigent                                                                             | 61    |       |
| 8. Juni  | Cecil L’Estrange Malone            | britischer Politiker, erster kommunistischer Abgeordneter im House of Commons                                   | 74    |       |
| 8. Juni  | Amelio Mendijur                    | spanischer Radrennfahrer                                                                                        | 21    |       |
| 8. Juni  | Karl Poppe                         | deutscher Politiker (NSDAP), MdR                                                                                | 69    |       |
| 8. Juni  | Manfred Raasch                     | deutscher Schauspieler und Sänger                                                                               | 33    |       |
| 8. Juni  | Hermann Schönleiter                | deutscher Böttcher, Parteisekretär, Mitglied des Hannoverschen Provinziallandtages und Widerstandskämpfer ge... | 78    |       |
| 9. Juni  | Pjotr Martynowitsch Aleinikow      | sowjetischer Theater- und Filmschauspieler                                                                      | 50    |       |
| 9. Juni  | Paul Beylich                       | deutscher Luftfahrtpionier                                                                                      | 90    |       |
| 9. Juni  | Efraín González Téllez             | kolumbianischer Bandolero                                                                                       |       |       |
| 9. Juni  | Harold Hardman                     | englischer Fußballspieler                                                                                       | 83    |       |
| 9. Juni  | Rudolf Harney                      | deutscher evangelischer Geistlicher                                                                             | 84    |       |
| 9. Juni  | Karl Huber                         | deutscher Sozialdemokrat, Kommunist und Widerstandskämpfer gegen den Nationalsozialismus                        | 60    |       |
| 9. Juni  | Peter Kemp                         | britischer Schwimmer und Wasserballspieler                                                                      | 88    |       |
| 9. Juni  | Fritz Soot                         | deutscher Opernsänger (Tenor)                                                                                   | 86    |       |
| 10. Juni | Manuel Bacigalupo                  | peruanischer Radrennfahrer                                                                                      | 39    |       |
| 10. Juni | Werner Immler                      | deutscher Flugzeugtechniker                                                                                     | 82    |       |
| 10. Juni | John Jackson                       | schottischer Fußballtorwart                                                                                     | 59    |       |
| 10. Juni | Carl Kress                         | US-amerikanischer Jazzgitarrist                                                                                 | 57    |       |
| 10. Juni | Wilhelm Kunkel                     | Landtagsabgeordneter Volksstaat Hessen                                                                          | 79    |       |
| 10. Juni | Emile Joseph Labarre               | europäischer Linguist, Papierhistoriker und Wasserzeichenforscher                                               | 81    |       |
| 10. Juni | Otto Hellmut Lienert               | Schweizer Autor                                                                                                 | 67    |       |
| 10. Juni | Georg Misch                        | deutscher Philosoph                                                                                             | 87    |       |
| 10. Juni | Hans Müller                        | schweizerisch-amerikanischer Physiker und Hochschullehrer                                                       | 64    |       |
| 10. Juni | Max Rychner                        | Schweizer Schriftsteller und Journalist                                                                         | 68    |       |
| 11. Juni | José Mendes Cabeçadas Júnior       | portugiesischer Vizeadmiral, Politiker und Ministerpräsident                                                    | 81    |       |
| 11. Juni | Jakob Kessel                       | deutscher Politiker (NSDAP), MdR                                                                                | 84    |       |
| 11. Juni | Gertrud Rünger                     | deutsche Opernsängerin (Alt, später auch Dramatischer Sopran)                                                   | 72    |       |
| 11. Juni | Fritz Schiele                      | deutscher Jurist                                                                                                | 88    |       |
| 12. Juni | Bernd M. Bausch                    | deutscher Schauspieler und Hörspielsprecher                                                                     | 65    |       |
| 12. Juni | Wolfram von Hanstein               | deutscher Schriftsteller und Geheimagent                                                                        | 66    |       |
| 12. Juni | Moritz Hochschild                  | bolivianischer Zinn-Baron                                                                                       | 84    |       |
| 12. Juni | Arnold Peter Møller                | dänischer Reeder                                                                                                | 88    |       |
| 12. Juni | Giuseppe Rosetti                   | italienischer Fußballspieler und -trainer                                                                       | 66    |       |
| 12. Juni | Hans Rotky                         | österreichisch-tschechoslowakischer Mediziner und Hochschullehrer                                               | 85    |       |
| 12. Juni | Rudolf Seiden                      | österreichisch-amerikanischer Chemiker, Zionist und Publizist                                                   | 64    |       |
| 12. Juni | Percy Wyer                         | kanadischer Marathonläufer britischer Herkunft                                                                  | 81    |       |
| 13. Juni | Martin Buber                       | österreichisch-israelischer jüdischer Religionsphilosoph und Autor                                              | 87    |       |
| 13. Juni | John N. Greely                     | US-amerikanischer Brigadegeneral                                                                                | 80    |       |
| 13. Juni | Rudolf Prikryl                     | erster Bürgermeister Wiens nach dem Zweiten Weltkrieg: „3-Tages-Bürgermeister“                                  | 69    |       |
| 14. Juni | Maria Gräfin Graimberg-Bellau      | deutsche Sozialarbeiterin                                                                                       | 85    |       |
| 14. Juni | Zoltán Kemény                      | ungarischer Bildhauer, Maler und Architekt                                                                      | 58    |       |
| 14. Juni | Carl Lucas Norden                  | niederländisch-US-amerikanischer Ingenieur und Erfinder                                                         | 85    |       |
| 15. Juni | Maurice Bouton                     | französischer Ruderer                                                                                           | 73    |       |
| 15. Juni | Steve Cochran                      | US-amerikanischer Schauspieler                                                                                  | 48    |       |
| 15. Juni | Hermann Döbler                     | deutsches Todesopfer der Berliner Mauer                                                                         | 42    |       |
| 15. Juni | Irene von Fladung                  | österreichische Opernsängerin (Sopran)                                                                          | 85    |       |
| 15. Juni | Armin Horovitz                     | polnischer Maler                                                                                                | 84    |       |
| 15. Juni | Otto Konz                          | deutscher Wasserbauingenieur                                                                                    | 90    |       |
| 15. Juni | Aziz Ali al-Misri                  | Offizier der osmanischen und ägyptischen Armee                                                                  |       |       |
| 15. Juni | Willi Rickmer Rickmers             | deutscher Bergsteiger, Skipionier, Forschungsreisender und Sammler                                              | 92    |       |
| 15. Juni | Ephraim Avigdor Speiser            | US-amerikanischer Assyriologe                                                                                   | 63    |       |
| 15. Juni | Richard Suchenwirth                | österreichischer Historiker und Politiker (NSDAP), MdR, Landtagsabgeordneter                                    | 68    |       |
| 15. Juni | Hans Windisch                      | deutscher Fotograf, Graphiker und Illustrator                                                                   | 74    |       |
| 16. Juni | Willibalt Apelt                    | deutscher Universitätsprofessor, Politiker (DDP) und Staatsminister                                             | 87    |       |
| 16. Juni | Louis Biester                      | deutscher Politiker (SPD), MdR                                                                                  | 82    |       |
| 16. Juni | René Dély                          | französischer Automobilrennfahrer                                                                               | 68    |       |
| 16. Juni | Günther Haack                      | deutscher Filmschauspieler (DDR)                                                                                | 36    |       |
| 16. Juni | Hermann Poech                      | deutscher Ingenieur und Stahlwerker                                                                             | 69    |       |
| 17. Juni | Arnold Meijer                      | niederländischer faschistischer Politiker                                                                       | 60    |       |
| 17. Juni | Thor Ørvig                         | norwegischer Segler                                                                                             | 73    |       |
| 18. Juni | Julius Bissier                     | deutscher Maler                                                                                                 | 71    |       |
| 18. Juni | Friedrich Haselmayr                | deutscher Offizier, Politiker (NSDAP), MdR, MdL                                                                 | 86    |       |
| 18. Juni | Walter Widmer                      | Schweizer Gymnasiallehrer, Literaturkritiker und Übersetzer                                                     | 62    |       |
| 19. Juni | James Collip                       | kanadischer Biochemiker                                                                                         | 72    |       |
| 19. Juni | Otto Fruhner                       | deutscher Offizier, Jagdfliegerass im Ersten Weltkrieg                                                          | 71    |       |
| 19. Juni | Ruth Goetz                         | deutsche Drehbuchautorin, Journalistin und Schriftstellerin                                                     | 84    |       |
| 19. Juni | Franz Kruckenberg                  | deutscher Ingenieur                                                                                             | 82    |       |
| 19. Juni | Otto Pieperbeck                    | preußischer Verwaltungsbeamter und Landrat (NSDAP)                                                              | 72    |       |
| 19. Juni | Leonel Rocca                       | uruguayischer Radsportler                                                                                       | 50    |       |
| 19. Juni | Léon Silvestre                     | französischer Politiker, Mitglied der Nationalversammlung                                                       | 68    |       |
| 19. Juni | Marija Turowa-Poljak               | polnische bzw. sowjetische Chemikerin und Hochschullehrerin                                                     | 66    |       |
| 20. Juni | Bernard Baruch                     | US-amerikanischer Finanzier und Börsenspekulant                                                                 | 94    |       |
| 20. Juni | Clemens von Brentano               | deutscher Diplomat, Botschafter in Italien                                                                      | 78    |       |
| 20. Juni | Arthur Lenhoff                     | österreichischer Rechtswissenschaftler, Universitätsprofessor und Verfassungsrichter                            | 79    |       |
| 20. Juni | Ira Louvin                         | US-amerikanischer Gospel- und Countrymusiker                                                                    | 41    |       |
| 20. Juni | Otto Moericke                      | deutscher Politiker, Oberbürgermeister von Konstanz (1919–1933)                                                 | 84    |       |
| 20. Juni | Hermann Schuster                   | deutscher Theologe, Pädagoge und Politiker (DVP), MdL                                                           | 91    |       |
| 20. Juni | Carl Gunther Schweitzer            | evangelischer Theologe                                                                                          | 75    |       |
| 20. Juni | Nikolai Toporkoff                  | russischer Kameramann beim heimischen, deutschen und französischen Film                                         | 80    |       |
| 21. Juni | Leo Balet                          | niederländisch-deutscher Musikwissenschaftler und Kunsthistoriker                                               | 86    |       |
| 21. Juni | Kay Fisker                         | dänischer Architekt und Designer                                                                                | 72    |       |
| 21. Juni | Henry Weed Fowler                  | US-amerikanischer Zoologe                                                                                       | 87    |       |
| 21. Juni | Valentin Gitermann                 | Schweizer Lehrer, Historiker und Politiker (SP)                                                                 | 65    |       |
| 21. Juni | Erich Gröner                       | deutscher Schiffartshistoriker, Sachverständiger und Sachbuchautor                                              | 64    |       |
| 22. Juni | Joseph Auslander                   | US-amerikanischer Dichter                                                                                       | 67    |       |
| 22. Juni | Franz Binz                         | deutscher Politiker (NSDAP), MdR                                                                                | 68    |       |
| 22. Juni | Fritz Boscovits                    | Schweizer Maler, Karikaturist und Graphiker                                                                     | 93    |       |
| 22. Juni | Alfred Dyckerhoff                  | deutscher Ingenieur und Unternehmer                                                                             | 93    |       |
| 22. Juni | Rudolf Hertz                       | deutscher Keltologe und Politiker (FDP), MdL                                                                    | 68    |       |
| 22. Juni | David O. Selznick                  | US-amerikanischer Filmproduzent                                                                                 | 63    |       |
| 22. Juni | Barthold Stürgkh                   | österreichischer Landwirt und Politiker (CS, ÖVP), Abgeordneter zum Nationalrat                                 | 66    |       |
| 22. Juni | Michail Michailowitsch Zechanowski | sowjetischer Regisseur                                                                                          | 76    |       |
| 23. Juni | Margarete Berent                   | erste Rechtsanwältin Preußens                                                                                   | 77    |       |
| 23. Juni | Mary Boland                        | US-amerikanische Schauspielerin                                                                                 | 85    |       |
| 23. Juni | Carlo Carcano                      | italienischer Fußballspieler und -trainer                                                                       | 74    |       |
| 23. Juni | Peter Malberg                      | dänischer Schauspieler und Setdesigner                                                                          | 77    |       |
| 24. Juni | Gerhart Frankl                     | österreichischer Maler                                                                                          | 64    |       |
| 24. Juni | Sepp Heindl                        | deutscher Kommunalpolitiker (CSU)                                                                               | 50    |       |
| 24. Juni | B. Frank Heintzleman               | US-amerikanischer Politiker                                                                                     | 76    |       |
| 24. Juni | Marcel René von Herrfeldt          | deutscher Aktmaler                                                                                              | 75    |       |
| 24. Juni | Matthias Laros                     | deutscher Theologe                                                                                              | 83    |       |
| 24. Juni | Ellinor Vogel                      | deutsche Schauspielerin                                                                                         | 52    |       |
| 24. Juni | Friedrich Wilhelm Willeke          | deutscher Politiker (CDU), MdB                                                                                  | 71    |       |
| 25. Juni | Max Haufler                        | Schweizer Maler, Schauspieler, Drehbuchautor und Filmregisseur                                                  | 55    |       |
| 25. Juni | Max Hoppe                          | deutscher Fußballspieler                                                                                        | 42    |       |
| 25. Juni | Hans Krahe                         | deutscher Philologe und Linguist                                                                                | 67    |       |
| 25. Juni | Pee Wee Lambert                    | US-amerikanischer Country-Musiker                                                                               | 40    |       |
| 25. Juni | Bertil Lindblad                    | schwedischer Astronom                                                                                           | 69    |       |
| 25. Juni | Léonard Mascaux                    | französischer Leichtathlet                                                                                      | 65    |       |
| 25. Juni | Keg Purnell                        | US-amerikanischer Schlagzeuger                                                                                  | 50    |       |
| 25. Juni | Walter Risse                       | deutscher Offizier, zuletzt Generalleutnant im Zweiten Weltkrieg                                                | 72    |       |
| 26. Juni | Reginald Beckwith                  | britischer Schauspieler, Filmkritiker und Theaterautor                                                          | 56    |       |
| 26. Juni | Maurice Brocco                     | französischer Radrennfahrer                                                                                     | 80    |       |
| 26. Juni | Sam L. Collins                     | US-amerikanischer Politiker                                                                                     | 69    |       |
| 26. Juni | Josef Lang                         | deutscher Landwirt und Politiker (CDU), MdL                                                                     | 67    |       |
| 26. Juni | Peter Yoshiro Saeki                | japanischer Religionswissenschaftler und Jurist                                                                 | 93    |       |
| 26. Juni | Frederick Toms                     | kanadischer Ruderer                                                                                             | 80    |       |
| 26. Juni | Paul von Waldthausen               | deutscher Unternehmer, Maler, Fotograf und Innenarchitekt                                                       | 68    |       |
| 27. Juni | Grete Back                         | deutsche Fotografin                                                                                             | 87    |       |
| 27. Juni | Harry Porter                       | US-amerikanischer Hochspringer                                                                                  | 82    |       |
| 27. Juni | Josef Strobl                       | deutscher Kommunalpolitiker (SPD)                                                                               | 78    |       |
| 27. Juni | Anthony Veiller                    | US-amerikanischer Drehbuchautor, Filmproduzent und Filmregisseur                                                | 62    |       |
| 28. Juni | Joachim G. Leithäuser              | deutscher Journalist, Schriftsteller und Sachbuchautor                                                          | 55    |       |
| 28. Juni | Red Nichols                        | US-amerikanischer Jazzmusiker                                                                                   | 60    |       |
| 28. Juni | Léon Nicole                        | Schweizer Politiker                                                                                             | 78    |       |
| 28. Juni | Anton Schmitt                      | deutscher Unternehmer, Kommunalpolitiker und Autor                                                              | 69    |       |
| 28. Juni | Karl Gustav Weinert                | deutscher Maler                                                                                                 | 69    |       |
| 29. Juni | Eric Backman                       | schwedischer Leichtathlet                                                                                       | 69    |       |
| 29. Juni | Ernst Bernhard                     | deutscher Psychoanalytiker                                                                                      | 68    |       |
| 29. Juni | Norbert Prager                     | deutscher Kaufmann und Vorsteher der Jüdischen Gemeinde in Hannover                                             | 74    |       |
| 29. Juni | Joseph Ryelandt                    | belgischer Komponist                                                                                            | 95    |       |
| 29. Juni | Hans Schwarz                       | Schweizer Autor, Offizier, Verleger und Reiter                                                                  | 69    |       |
| 30. Juni | Bessie Barriscale                  | US-amerikanische Schauspielerin                                                                                 | 80    |       |
| 30. Juni | John Gaddum                        | britischer Pharmakologe                                                                                         | 65    |       |
| 30. Juni | Hans Grimm                         | deutscher Komponist                                                                                             | 79    |       |
| 30. Juni | Sydney Jessen                      | deutscher Marineoffizier                                                                                        | 73    |       |
| 30. Juni | William Dudley Pelley              | Gründer der antisemitischen Bewegung Silver Shirts                                                              | 75    |       |
| 30. Juni | Christian Pfeil                    | deutscher Sportfunktionär und Buchautor                                                                         | 75    |       |
| 30. Juni | Hans Quambusch                     | deutscher Jurist                                                                                                | 78    |       |
| 30. Juni | Margarete Sommer                   | katholische Sozialarbeiterin, Gerechte unter den Völkern                                                        | 71    |       |